# Epcoritamab
Epcoritamab, es comercializado bajo la marca Epkinly, es un medicamento utilizado para tratar el linfoma difuso de células B grandes. Se utiliza cuando otros tratamientos no son efectivos. Este medicamento se administra mediante inyección debajo de la piel.
Los efectos secundarios de este medicamento  incluyen síndrome de liberación de citocinas, cansancio, dolor musculoesquelético, reacciones en el lugar de la inyección, fiebre, dolor abdominal, náuseas y diarrea. Otros efectos secundarios pueden incluir infección y bajo recuento de glóbulos rojos. El uso de este medicamento durante el embarazo puede dañar al bebé. Es un anticuerpo monoclonal que es un activador de células T CD3 dirigido por CD20 biespecífico.
Este medicamento fue aprobado para uso médico en los Estados Unidos en 2023. En Estados Unidos costaba unos 18.000 dólares por dosis a partir de 2023.